# Venusfigurinen von Awdejewa
Bei den Venusfigurinen von Awdejewa  handelt es sich um mehrere steinzeitliche Darstellungen des weiblichen Körpers. Sie bestehen meist aus Elfenbein.  Das Alter der Figurinen wird mit 21.000 bis 20.000 Jahren angegeben. Die Statuetten stammen somit aus dem Gravettien. Sie sind zwischen 2,7 und 21,5 cm lang.
Die Fundstelle in der Nähe des Dorfes Awdejewa (russisch Авдеева) liegt am Seim, in der Nähe der Stadt Kursk, (Russland). Awdejewa liegt etwa 200 km vom Fundort Kostjonki entfernt. Dort wurden ganz ähnliche Statuetten gefunden. Auch das übrige Fundinventar ähnelt sich stark.